# Quentin Burgi
Quentin Burgi (1 de enero de 1992) es un deportista francés que compite en piragüismo en la modalidad de eslalon. Ganó dos medallas en el Campeonato Europeo de Piragüismo en Eslalon, oro en 2020 y bronce en el 2019.

## Palmarés internacional
| Campeonato Europeo | Campeonato Europeo      | Campeonato Europeo | Campeonato Europeo |
| Año                | Lugar                   | Medalla            | Competición        |
| ------------------ | ----------------------- | ------------------ | ------------------ |
| 2019               | Pau (Francia)           | Medalla de bronce  | K1 individual      |
| 2020               | Praga (República Checa) | Medalla de oro     | K1 por equipos     |